# Illacme
Illacme là một chi cuốn chiếu trong họ Siphonorhinidae. Chúng được chú ý vì sở hữu số lượng chân nhiều nhất so với bất kỳ loài động vật nào được biết đến trên hành tinh.

## Các loài
Trong một thời gian dài, chi này được xem là đơn loài, với loài duy nhất là Illacme plenipes, được mô tả lần đầu tiên vào năm 1928 từ Quận San Benito, California, và được phát hiện lại vào năm 2005.
Tuy nhiên, đến năm 2016, loài thứ hai trong chi được công bố là Illacme tobini, được mô tả dựa trên một mẫu vật đực duy nhất được thu thập vào năm 2006 từ Hang động Lange, trong Công viên Quốc gia Sequoia,240 km (150 mi) phía đông của môi trường sống được biết đến của I. plenipes.